# Lutosława Malczewska
Lutosława Malczewska (ur. w 24 października 1914 we Wrocławiu, zm. w 2004) – polska działaczka polonijna związana z Wrocławiem, po 1945 honorowa członkini Towarzystwa Miłośników Wrocławia. 

## Życiorys
W młodości związana z Towarzystwem "Sokół" w Raciborzu oraz chórem "Harmonia". W 1932 wstąpiła do Związku Polaków w Niemczech. Członkini Związku Akademików Górnoślązaków Silesia Superior. W latach 1935–1939 studentka Wydziału Filozoficznego Uniwersytetu Wrocławskiego, wyrzucona przez Niemców z uczelni w czerwcu 1939 r. (studia dokończyła w 1952). Od 1956 działaczka Stowarzyszenia Dziennikarzy Polskich. Zasiadała w Powiatowej Radzie Narodowej w Opolu. 
W 1992 otrzymała Nagrodę im. Karola Miarki. 
Córka działacza plebiscytowego Kazimierza Malczewskiego.